# یواس‌سی و جی‌اس رومبلون
یواس‌سی و جی‌اس رومبلون (به انگلیسی: USC&GS Romblon) یک کشتی است که طول آن ۱۳۲ فوت (۴۰ متر) می‌باشد. این کشتی در سال ۱۹۰۵ ساخته شد.